# Стилістика гіпертексту
Стилі́стика гіперте́ксту — підрозділ лінгвостилістики, що вивчає мовностилістичні особливості електронного гіпертексту. З точки зору своїх стилістичних властивостей електронний гіпертекст являє собою структуру, що об'єднує елементи різних жанрів і функціональних стилів.
З появою такого типу текстів в інтернет-середовищі актуалізувалися процеси, які раніше не були характерні для мови. Зокрема, завдяки технічним засобам візуалізації чітко позначився вузол переходу з одного текстового рівня на інший, що суттєво розширило функції мовних одиниць, які формують вузол переходу, — їх комунікативну, стилістичну вагу. Активне послугування електронним гіпертекстом дало змогу формувати нові текстові масиви — із складною текстовою архітектурою, з наявністю різних семіотичних компонентів (графіка, аудіо, відео тощо), із мультилінгвальною структурою (наявність вузлів переходу на інші мовні системи). Такі тексти є предметом дослідження стилістики гіпертексту. Термін запропоновано українським мовознавцем С. Чемеркіним.
Дослідники вважають, що в елементах гіпертекстової структури (гіпотексті) різної жанрово-стилістичної спрямованості здійснюється процес репрезентації даної концептуальної сутності на рівні різних способів мовного вираження.

## Стилі гіпертексту
Науковці виділяють різні стилі гіпертексту: інформаційний, публіцистичний, науковий, художній, рекламний, навчальний тощо.
Дослідники вважають, що для такого функціонально-стилістичного різновиду гіпертексту, як навчальний гіпертекст, особливо значущим параметром є індекс стратифікації, який дозволяє оцінити допустимий ступінь свободи вибору послідовності читання гіпертекстового документу. 
На думку науковців, залежно від характеру лінгвістичної інформації, викладеної в інформаційних "вузлах", файли в межах одного гіпертексту можуть бути дуже різні за своєю стилістикою. Якщо розглядати стилістичне варіювання окремих файлів у межах гіпертексту, можна відзначити певну співвіднесеність з традиційними способами інформаційної структурованості (як відомо, існують традиційні форми подолання лінійності викладу текстової інформації залежно від її значущості в межах тексту, а також можливості передачі інформації, прямо не пов'язаної з викладеним, але логічного з цим пов'язаної: виділення курсивом, зміна розміру шрифту, укладення частини тексту в дужки, підкреслення, розбивка на глави, параграфи, використання нумерованих переліків, виноски, посилання тощо).
Гіпертекстова форма в силу особливостей своєї стилістики, накладає ряд істотних обмежень як на окремі формулювання, так і на всю структуру опису в цілому.
Знання стилістичних особливостей гіпертексту є основою для аналітико-синтетичної переробки та згортання інформації та виробництва якісних інформаційних продуктів і послуг.

## Специфіка стилістики гіпертексту в практиці Web-дизайну
Деякі дослідники стилістики гіпертексту, розробляють практичні засади його використання при створенні навчальних гіпертекстових курсів, електронних бібліотек, в практиці Web-дизайну.
Фахівці із стилістичної побудови гіпертексту на Web-сайтах вважають, що гіпертексту на кожній сторінці Web-сайту повинно бути якомога менше, інакше читачу буде важко сприймати інформацію - читаючи одночасно всі, він втомлюється і закриває сторінку. Для зменшення навантаження на зір бажано, щоб гіпертекст оформлявся в спокійних, неагресивних, розслаблюючих кольорах.
Також фахівці пропонують вимоги до мовних характеристик електронного гіпертексту розділити на:
- Пов'язані зі змістовно-стилістичному рівнем (лексика, синтаксис і граматика).
- Формально-структурні (візуальна розмітка тексту, використання принципу «перевернутої піраміди», кількість вбудованих посилань у тексті).

За результатами дослідження поведінки користувачів дослідники надають вебдизайнерам та редакторам рекомендації, щодо стилістики гіпертексту:
1. Інформаційне наповнення:
- прості і зрозумілі заголовки;
- використання нейтральної мови;
- використання стандартної термінології;
- відведення окремого абзацу для кожної ідеї;
- використання вихідних гіпертекстових посилань, наявність яких підвищує довіру користувачів до сайту.

2. Структура (дизайн). Вебсторінки слід писати так, щоб їх було легко переглядати. Для цього використовують:
- меншу кількість слів, ніж у звичайній статті;
- виділення ключових слів (гіпертекстові посилання можуть служити як один з видів виділення; до нього можна додати виділення кольором і шрифтом);
- візуальне членування тексту з використанням підзаголовків;
- списки з маркерами;
- стандартні кольори посилань - це полегшує впізнавання вже переглянутих сторінок;
- графічні елементи, однак, тільки в тому випадку, якщо вони доповнюють текст;
- принцип «перевернутої піраміди» в написанні тексту. Цим методом давно користуються журналісти: свої статті вони починають з повідомлення читачеві виведення, після чого повідомляють найважливішу інформацію, а в кінці дають підґрунтя події. Такий стиль зручний для газет тому, що читачі можуть зупинитися в будь-який момент читання, і все одно у них в голові залишиться вся найважливіша інформація, викладена в статті.